# Graafschap Megen
Het graafschap Megen, ook wel Stad en Land van Megen, tegenwoordig een plaats in de gemeente Oss in Noord-Brabant, was tijdens het ancien régime een zelfstandig graafschap, dat niet bij de Bourgondische Nederlanden en de Verenigde Provinciën hoorde, maar er feitelijk wel afhankelijk van was als katholieke enclave.
Bij het graafschap hoorden ook Haren, Macharen en Teeffelen. 

## Geschiedenis
Het werd als Meginum voor het eerst genoemd in 721. Het graafschap zelf werd pas in 1145 voor het eerst genoemd, maar bestond vermoedelijk al langer. Het begon als een allodiaal (zelfstandig) graafschap, maar werd later in fasen leenhorig aan de hertog van Brabant. 
Als graafschap werd het voor het eerst vermeld in 1145 in een geschrift over de (eerste?) graaf van Megen, Allardus. Toen het hertogdom Neder-Lotharingen in 1190 gezagloos werd verklaard, werd het graafschap feitelijk zelfstandig, ook tussen opkomende nieuwe hertogdommen Brabant in het zuiden en Gelre in het noorden. 
Het graafschap kende een bewogen geschiedenis aangaande zijn soevereiniteit. Als Brabants graafschap werd het omstreeks 1300 onderdeel van de twisten met de hertog van Gelre, die het graafschap opeiste, maar na een nederlaag afzag van zijn aanspraken. Na de Vrede van Münster (1648) tussen de Republiek der Verenigde Nederlanden en Spanje, werd het graafschap als onderdeel van de meierij van 's-Hertogenbosch volgens de Staten-Generaal onderdeel van de Republiek c.q. van Staats-Brabant en dus hervormd. De toenmalige graven van Megen, de Spaanse koning en de Duitse keizer dachten hier echter anders over. 
In 1420 kwam het graafschap door koop in het bezit van de Bossche handelaar Henric Dicbier. Een nazaat van Henric Dicbier, Johan V Dicbier, verkocht Megen in 1469 aan Gwijde van Brimeu.
Aan het begin van de Tachtigjarige Oorlog hield graaf Karel van Brimeu het Land van Megen katholiek tussen de verder protestantse riviervestingen, waarvoor hij in de 19e eeuw een standbeeld kreeg op het naar hem vernoemde Carolus de Brimeuplein te Megen. Na zijn dood ging de titel naar zijn nicht Marie de Brimeu, die na de dood van haar eerste man Lancelot van Berlaymont overging tot de protestantse kerk. Zij hertrouwde in 1580 met Karel III van Croÿ, die in 1582 ook protestants werd, maar twee jaar later van tafel en bed van haar scheidde en opnieuw het katholieke geloof aannam. Maria bleef gravin tot haar dood in 1605 te Luik. Op driekoningen 1581 was het Kasteel Megen afgebrand, zodat de nieuwe eigenaar Frans Hendrik van Croÿ er in 1610 niet zijn intrek kon nemen. Graaf Frans Hendrik hield Megen katholiek, en huwde Honorine van Wittem één jaar voordat hij in 1616 stierf, waarop zij regeerde als gravin van Megen tot 1643.
Na de Vrede van Münster in 1648 streden de Staten-Generaal der Verenigde Nederlanden en Honorine's zoon Albert Frans van Croÿ, die net als zijn ouders en Karel van Brimeu gedurende de Tachtigjarige Oorlog aan Spaanse kant had gestaan, om het eigendom van het graafschap. Dit soevereiniteitsconflict werd ten slotte onderdeel van een arbitrageprocedure (compromis) tussen de Staten-Generaal en de keizer, welke laatste voor de toenmalige Duitse graaf van Megen opkwam. Er werd een arbitragecommissie van diplomaten en juristen ingesteld: twee leden namens de Staten-Generaal, twee leden namens de keizer, en een voorzitter op voordracht van de Staten-Generaal benoemd door de keizer. Het is niet duidelijk of deze commissie ooit tot een formeel afgerond advies kwam en zo ja, of dit advies door partijen formeel is opgevolgd. Duidelijk is wel, dat sinds ca. 1683 de Staten-Generaal de facto Megen als een zelfstandig graafschap gingen zien.

De franciscanen die na de Staatse verovering van Den Bosch die stad uiteindelijk in 1645 moesten verlaten, vestigden zich in het katholiek gebleven Megen. Zij werden in 1721 gevolgd door de clarissen van Boxtel die door gezagdragers van de Republiek uit de Meijerij waren verbannen. Op de Sint-Josephsberg waar het Kasteel Megen had gestaan werd een clarissenklooster gebouwd dat er heden nog staat.

## Einde
Na de inval van de Franse revolutionaire troepen in 1794 hield het graafschap op te bestaan. Bij proclamatie van 21 oktober 1794 werd het graafschap Megen ingelijfd bij Frankrijk en onder voorlopig Frans militair bestuur geplaatst. Op 23 januari 1798 werd Megen toegevoegd aan het Roerdepartement als deel van het arrondissement Kleef; in eerste instantie als kanton Ravenstein en Megen en vanaf 15 juni 1798 als deel van het kanton Ravenstein.
Op 5 januari 1800 werd Megen - tegelijk met andere gebieden in het Brabantse - bij verdrag door Frankrijk verkocht aan de Bataafse Republiek. De betreffende gebieden werden door de Bataafse Republiek bestuurd onder de naam Gecedeerde Landen. In de Reichsdeputationshauptschluss van 25 februari 1803 werd de graaf van Schall voor het verlies van Megen schadeloos gesteld met een eeuwigdurende rente van 12.000 gulden, te betalen door de keurvorst van Württemberg.
De Gecedeerde Landen werden op 26 september 1805 toegevoegd aan het departement Bataafs-Brabant van het Bataafs Gemenebest. Na de oprichting van het koninkrijk Holland in 1806 werd bij wet van 13 april 1807 het departement Brabant ingesteld als opvolger van Bataafs-Brabant.
Vanaf 1810 bestonden de gemeenten Haren en Macharen en Megen die in 1820 in de gemeente Megen, Haren en Macharen opgingen. In 1994 werd deze bij Oss gevoegd.